# Pseudodivona
Pseudodivona is een geslacht van vlinders van de familie snuitmotten (Pyralidae), uit de onderfamilie Phycitinae.

## Soorten
- P. albonigrella Amsel, 1954
- P. carabayella Dyar, 1919
- P. cispha Dyar, 1919
- P. commensella Dyar, 1914
- P. santamaria Dyar, 1919